# Alegeri generale în România, 1992
Alegerile au început pe data de 27 septembrie 1992. Numărul alegătorilor înregistrați a fost de 16.380.663, dintre care numai 12.496.430 (76,29%) s-au exprimat.

## Vezi
- Alegeri prezidențiale în România, 1992
- Alegeri legislative în România, 1992